# Traktat przy Bykach z Guisando

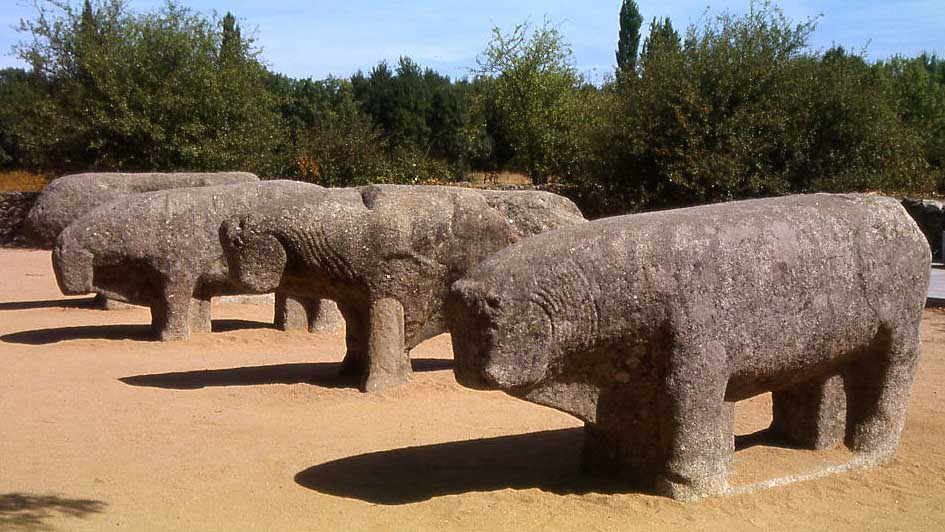
Byki z Guisando

Traktat przy Bykach z Guisando (Tratado y la Jura de los Toros de Guisando) – traktat zawarty 19 września 1468 przy Bykach z Guisando między Henrykiem IV Kastylijskim i jego przyrodnią siostrą Izabelą.
W związku z narastającym niezadowoleniem możnych za panowania Henryka IV, latem 1464 r. w Burgos najważniejsi z nich wypowiedzieli posłuszeństwo królowi i zażądali zwołania Kortezów dla ogłoszenia królem młodszego brata Henryka, Alfonsa. Słaby Henryk nie zdecydował się jednak na wojnę z możnymi i bratem, zaproponował rokowania i jesienią zawarł traktat, w którym uznał Alfonsa swoim następcą pod warunkiem zawarcia małżeństwa z jego córką Joanną. Kilka miesięcy później arystokraci przestali przestrzegać ugody i ogłosili Alfonsa królem.
W tym konflikcie obaj bracia zabiegali usilnie o względy siostry, jednak Izabela wybrała stronę młodszego Alfonsa i wspierała go aż do przedwczesnej śmierci 5 lipca 1468 r., po czym sama ogłosiła się królową. Izabela wykorzystała także słabość Henryka i zaproponowała mu pokojowe rozwiązanie konfliktu. Zwieńczeniem rozmów było spotkanie Izabeli z bratem przy Bykach z Guisando, na którym Henryk ogłosił 19 września 1468 r. siostrę swoim następcą pod warunkiem, że zgodzi się ona wyjść za mąż za kandydata przez niego wskazanego, jednak nie wbrew jej woli. Izabela miała również otrzymać księstwo Asturii, zwyczajową domenę następców tronu, a w ciągu 40 dni miały zostać zwołane Kortezy dla zatwierdzenia tego nadania. Ponadto ustalono, że Henryk rozwiedzie się z Joanną Portugalską i odeśle ją do Portugalii.
Henryk planował wydać siostrę za Alfonsa V Portugalskiego i tym samym spowodować jej wyjazd z Kastylii, jednak Izabela złamała warunki umowy z bratem i potajemnie wyszła za mąż za królewicza aragońskiego Ferdynanda, za co została przez brata wydziedziczona, a następczynią Henryka ponownie została ogłoszona Joanna. Do ugody między rodzeństwem doszło dopiero w 1473 r., a rok później Izabela została królową Kastylii po śmierci brata.